# 福田德三

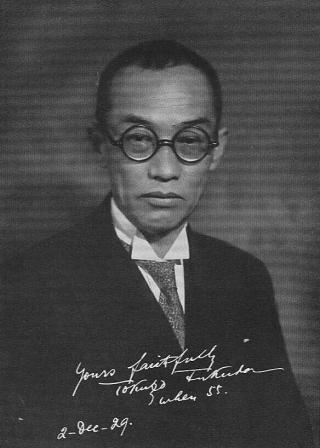
福田德三

福田德三（日語：福田徳三, 1874年12月2日—1930年5月8日）是一位日本经济学家。

## 生平
1874年出生于日本东京府千代田区。母亲是基督徒，1886年12岁时受洗。1894年毕业于东京商科大学（现一橋大学）。与关一在兵库县立神戸商业高等学校任教。1896年获得硕士学位。1898年赴德留学，先后进入莱比锡大学和慕尼黑大学。1900年获得博士学位，师从卢约·布伦塔诺。1896年担任高等商业学校讲师，1900年升为教授。1903年在青森县调查饥荒原因，1904年被停职处分，据说与校长松崎藏之助发生冲突。1905年在美濃部達吉推荐下获得东京大学法学博士学位。1906年停职期满后辞职。后在弟子左右田喜一郎位于小田原市的家中居住，在高桥作卫、坂田重次郎、本多熊太郎、佐藤尚武斡旋下担任外務省翻译。在本多熊太郎和名取和作帮助下1905年至1918年担任庆应义塾教授。1918年三浦新七和左右田喜一郎斡旋下恢复东京高等商业学校教授职位。1920年升为教授。1923年在内務省社会局任职。同年发生关东大地震带领学生在八天内对10,324户家庭（约36,000人）进行失业率调查。
1930年因糖尿病入住庆应义塾医院，又因阑尾炎逝世，享年56岁。
门下弟子有左右田喜一郎、坂西由藏、小泉信三、赤松要、井藤半祢、大塚金之助、大熊信行、大西猪之介、高岛善哉、杉本荣一、中山伊知郎、山田雄三、上田贞次郎、福田敬太郎。

## 荣誉
1922年4月7日被选为帝国学士院会员。1928年被授予法國榮譽軍團勳章。